# Komsomolskoje (Osetia Północna)
Komsomolskoje (ros. Комсомольское) – wieś w Rosji, w Osetii Północnej, w rejonie kirowskim. W 2021 liczyła 1419 mieszkańców.